# Жакибаев, Касым Абенулы
Касым Абенулы Жакибаев (12 декабря 1929, пос. Каргалы, Алматинская область, КазАССР — 8 августа 2011, Алма-Ата, Казахстан) — советский и казахстанский актёр. Народный артист Казахстана (1996). Заслуженный артист Казахской ССР (1966). Сыграл более 300 ролей на сцене ТЮЗа.

## Биография
Учился в Алматинском художественном училище (1944—48).
В 1948-84 и с 1994 года — актёр ТЮЗа (ныне Казахский государственный академический театр для детей и юношества им. Г. Мусрепова), в 1984—1994 годах — на киностудии «Казахфильм». Первая роль на сцене театра — кот Базилио («Золотой ключик», 1948). Исполнял роли Сармана, Жакая («Алтын сака» и «Ыбырай Алтын-сарин» М. Акинжанова), Полония («Гамлет» У. Шекспира), Вурле («Коварство и любовь» Ф. Шиллера), Кайракбая («Мөлдір махаббат» С. Муканова) и др. Снимался в фильмах «Дерсу Узала», «Гибель Отрара», «Станция любви» и др..

## Работы в кино
1. 1955 — «Мать и сын» (к/м) — Кубей
2. 1961 — «Дерсу Узала» — Дерсу Узала
3. 1962 — «Возвращение Вероники» — Джакибаев
4. 1965 — «Первый учитель»
5. 1972 — «Шок и Шер» — эпизод
6. 1985 — «Снайперы» — Бакиров, старшина
7. 1986 — «Тройной прыжок «Пантеры»» — старик
8. 1986 — «На перевале» — Дукембай
9. 1987 — «Сказка о прекрасной Айсулу» — лекарь
10. 1987 — «Кто ты, всадник?» — мулла
11. 1991 — «Гибель Отрара» — вероотступник
12. 1992 — «Гонгофер» — старичок Степаныч
13. 1996—2000 — телесериал «Перекрёсток» — Аплатон-ата, дедушка семьи Умаровых
14. 2001—2003 — телесериал «Саранча» — Баксы (целитель), вылечивший Дастанова
15. 2008 — «Подарок Сталину» — шаман

## Награды
- 1966 — Присвоено почетное звание «Заслуженный артист Казахской ССР» (за заслуги в области казахского и советского театрального искусства)
- 1996 — Присвоено почетное звание «Народный артист Республики Казахстан» (за заслуги в области казахского театрального и киноискусства)
- 2001 — Орден Парасат
- 2004 — Лауреат независимой премии «Платиновый Тарлан»
- 2008 — Орден Курмет[5]
- Лауреат Национальной кинематографической премии «Құлагер»